# Juan N. Navarro
General Juan N. Navarro fue un militar mexicano  que participó en la Revolución mexicana. Participó en la Toma de Ciudad Juárez del mando federal en contra de los rebeldes del Gral. Pascual Orozco. El entonces coronel Francisco Villa intentó mandarlo fusilar, incluso en contra de Francisco I. Madero.[cita requerida]